# Multituberculats
Els multituberculats (Multituberculata) són l'única gran branca de mamífers extinta i sense descendents vivents. Existiren durant més de 100 milions d'anys i se'ls sol considerar els mamífers més reeixits de la història natural. Semblants als rosegadors, aparegueren al Juràssic mitjà, fa 160 milions d'anys, sobrevisqueren l'extinció del Cretaci-Paleogen i s'extingiren a principis de l'Oligocè, fa uns 35 milions d'anys. L'estructura pelviana dels multituberculats suggereix que donaven a llum cries petites i desvalgudes, com els marsupials actuals. El seu nom ve de les seves dents molars, que tenien molts tubercles posats en fila. Tenien un sol parell d'incisius i cap ullal, com els rosegadors actuals. Els multituberculats també foren els primers mamífers que visqueren als arbres. A finals del Cretaci, més de la meitat de les espècies de mamífer de l'hemisferi nord eren multituberculats.
Es coneixen uns vuitanta gèneres de multituberculat, incloent-hi Lambdopsalis, Ptilodus, Haramiya, Cernaysia, Acheronodon i Meniscoessus. El més primitiu que s'ha trobat fins ara és Rugosodon, que visqué fa 160 milions d'anys.

## Taxonomia
Al seu estudi fet l'any 2001, Kielan-Jaworowska i Hurum descobriren que la gran majoria de multituberculats es poden classificar en dos subordres: Plagiaulacida i Cimolodonta. L'única excepció és el gènere Arginbaatar, que té característiques dels dos subordres.
Plagiaulacida és un grup parafilètic; és un subordre informal que no compleix amb el requisit cladístic d'estar compost d'un avantpassat i tots els seus descendents. Els seus membres són els multituberculats més basals. Cronològicament, existiren entre el Juràssic mitjà fins al Cretaci inferior. Aquest grup està subdividit en tres grups informals; els al·lodòntids, com ara Ctenacodon, els paulchoffàcids i els plagiaulàcids, que inclouen gèneres com Bolodon.
Cimolodonta és aparentment un subordre natural (monofilètic). Inclou els multituberculats més desenvolupats i visqueren entre el Cretaci inferior i l'Eocè. Hi ha les superfamílies Djadochtatherioidea, Taeniolabidoidea, Ptilodontoidea i el grup Paracimexomys.
A més, hi ha les famílies Cimolomyidae, Boffiidae, Eucosmodontidae, Kogaionidae, Microcosmodontidae i els dos gèneres Uzbekbaatar i Viridomys. S'espera que nous descobriments puguin contribuir a la classificació d'aquests tipus de multituberculat.

## Distribució geogràfica
Tret d'uns quants fòssils mal preservats a Sud-àfrica, els multituberculats només es troben a l'hemisferi nord. Un grup meridional, Gondwanatheria, fou relacionada amb aquest ordre, tot i que aquesta teoria no compta amb gaire suport.